# Wayne Shorter
Wayne Shorter (Newark, 25 agosto 1933 – Los Angeles, 2 marzo 2023) è stato un sassofonista, musicista e compositore statunitense.
Shorter è salito alla ribalta nel 1959 entrando a far parte dei Jazz Messengers di Art Blakey, per i quali è poi diventato il principale compositore. Nel 1964 si è unito al quintetto di Miles Davis‘’ per poi co-fondare il gruppo jazz fusion Weather Report nel 1970. Ha registrato più di 20 album come bandleader.

## Biografia
Il padre lo inizia involontariamente alla musica jazz ascoltando la radio al ritorno dal lavoro; grazie alla trasmissione quotidiana di Martin Block, il giovane Wayne scopre infatti Bud Powell, Thelonious Monk, Charlie Parker, il bebop, Coleman Hawkins e Lester Young. Studia musica per quattro anni alla New York University, dopodiché parte militare fra il 1956 e il 1958. Durante questo periodo, suona per un po' con Horace Silver, quindi, congedatosi in ottobre, entra dapprima nell'orchestra di Nat Phipps e poi, nel luglio-agosto 1959, in quella di Maynard Ferguson ove incontra Joe Zawinul.
Il suo primo album lo incide in novembre, quando Lee Morgan, presentatogli da Charlie Persip, lo fa scritturare da Art Blakey come sostituto di Hank Mobley, avendo questi abbandonato il gruppo proprio nel corso di una tournée internazionale. Rimarrà nell'organico dei Jazz Messengers sino al 1964, svolgendo persino mansioni di direttore musicale in virtù dei suoi talenti di arrangiatore e compositore. Con la formazione effettua numerose tournée attraverso l'Europa e il Giappone.

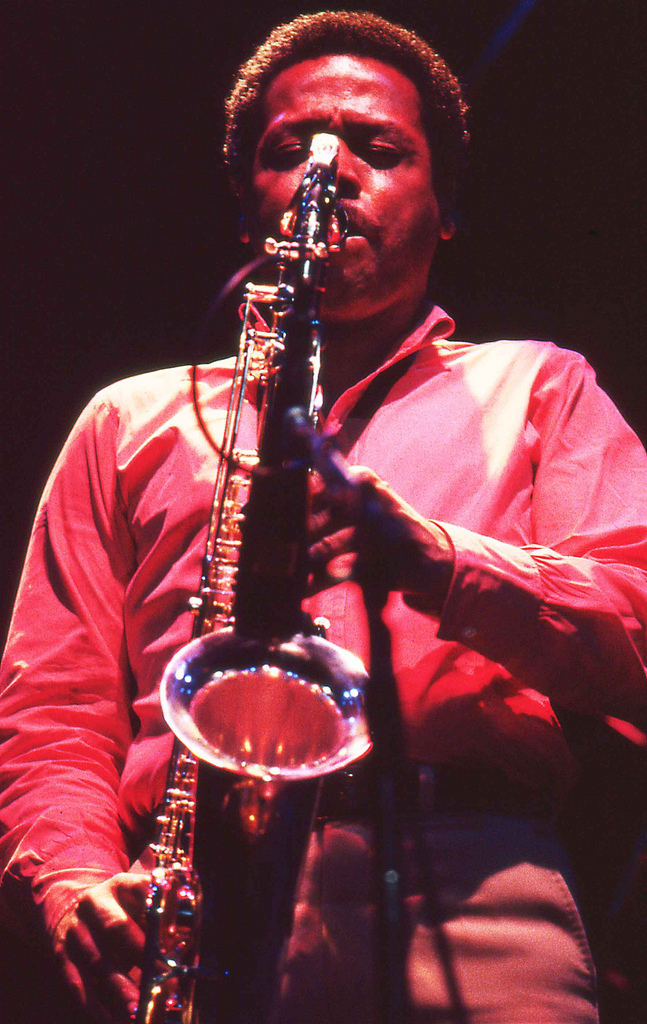
Wayne-Shorter ad Amsterdam durante un concerto con i Weather Report nel 1980

Nell'estate del 1964 si unisce al quintetto di Miles Davis per una collaborazione che si protrarrà fino al 1970. In questi anni si avvicina definitivamente al sax soprano e si dimostrerà quanto più sensibile all'apertura del jazz ai nuovi orizzonti musicali. Anche nel quintetto davisiano la sua influenza musicale è notevole con molte composizioni, autentiche gemme del jazz moderno. Nel frattempo, incide ora in qualità di leader, ora di sideman, insieme a Freddie Hubbard, Lee Morgan, Grachan Moncur III, Bobby Timmons. Nel 1970 si separa da Davis.
Un anno dopo, si unisce a Zawinul, Miroslav Vitous, quindi Jaco Pastorius, nei Weather Report. Nel corso degli anni ottanta incide con artisti provenienti da altre esperienze musicali, non propriamente jazzistiche: Joni Mitchell, Pino Daniele, Carlos Santana, Milton Nascimento, il complesso Steely Dan. Dopo aver messo fine, nel dicembre del 1986, al sodalizio con i Weather Report, porta infine avanti una carriera principalmente da leader, collaborando tra gli altri con Marilyn Mazur, Terri Lyne Carrington, Geri Allen e Renee Rosnes. Il suo quartetto con Danilo Pérez, John Patitucci e Brian Blade ha segnato il ritorno di Shorter alla musica acustica, oltre che il passo definitivo nella free improvisation.
Muore il 2 marzo 2023 nella sua casa di Los Angeles a 89 anni.

## Stile
Similmente a molti altri sassofonisti della generazione formatasi alla scuola di Coltrane, anche per Wayne Shorter sono dovuti trascorrere diversi anni prima che potesse esprimere al meglio il suo talento. L'influenza di Coltrane degli esordi (nitidezza nell'attacco delle note, lunghe frasi, contrasti, ricorso al parossismo) è quanto più sensibile in un ambiente sonoro che non differisce di molto da quello del suo primo maestro. Eppure, alcuni indizi (note tronche, punteggiatura in falsetto, roca sonorità appena marcata, dolce lirismo) lasciano già supporre una prossima evoluzione che la vicinanza di Miles Davis accelererà. Inoltre l'uso sempre più frequente del sax soprano (e del lyricon, sax computerizzato ancora più acuto del soprano), unito alle preoccupazioni d'organizzatore del suono, lo immetteranno sulla creazione plurivocale in cui l'accompagnamento e l'assolo, senza smettere l'interdipendenza, sembrano diventare autonomi. L'impostazione perfetta e l'introduzione di strumenti elettrici, quindi elettronici, culminano in alcune composizioni per i Weather Report, mentre il discorso di Shorter strumentista si fa conciso. Nondimeno il lirismo nostalgico innerva costantemente una musica che, alla Davis, persegue l'unione di bellezza e modernità.

## Vita privata
Shorter era un devoto seguace della scuola buddhista di Nichiren Daishonin.

## Discografia principale come leader
- Introducing Wayne Shorter (VEE JAY Records, 1959)
- Second Genesis (VEE JAY Records, 1960)
- Wayning Moments (VEE JAY Records, 1962)
- Night Dreamer (Blue Note Records, 1964)
- JuJu (Blue Note Records, 1964)
- Speak No Evil (Blue Note Records, 1965)
- The Soothsayer (Blue Note Records, 1965)
- Etcetera (Blue Note Records, 1965)
- The All Seeing Eye (Blue Note Records, 1965)
- Adam's Apple (Blue Note Records, 1965)
- Schizophrenia (Blue Note Records, 1967)
- Super Nova (Blue Note Records, 1969)
- Moto Grosso Feio (Blue Note Records, 1970)
- Odyssey of Iska (Blue Note Records, 1970)
- Native Dancer (Columbia Records, 1975)
- Atlantis (Columbia Records, 1985)
- Phantom Navigator (Columbia Records, 1986)
- Joy Rider (Columbia Records, 1988)
- High Life (Verve Records, 1995)
- 1+1 (Verve Records, 1997) – in duetto con Herbie Hancock
- Footprints Live! (Verve Records, 2002)
- Alegría (Verve Records, 2003)
- Beyond the Sound Barrier (Verve Records, 2005)
- Without a Net (Blue Note Records, 2013)
- Emanon (Blue Note Records, 2018)